# Мађо (Леко)
Мађо је насеље у Италији у округу Леко, региону Ломбардија.
Према процени из 2011. у насељу је живело 725 становника. Насеље се налази на надморској висини од 774 м.